# Caffè americano

Caffè americano

Caffè americano (of Americano) is een koffiebereiding waarbij een espresso wordt aangelengd met heet water. Op deze manier wordt een koffiesmaak gecreëerd die lijkt op de smaak van filterkoffie.

## Oorsprong
Caffè americano zou zijn ontstaan in Europa tijdens de Tweede Wereldoorlog. Er werd heet water bij de espresso gegoten om een koffie te creëren die leek op de koffie die Amerikaanse soldaten gewend waren van thuis.